# Hajimari no Uta/Nice Buddy
Hajimari no Uta/Nice Buddy (はじまりのうた／ナイスバディ, hajimari no uta/Nice Buddy) – singel Puffy AmiYumi wydany w 2005. 
Piosenka "Hajimari no Uta" była użyta w japońskiej wersji filmu Pokémon: Lucario and the Mystery of Mew oraz w reklamach firmy Daihatsu podczas jej kampanii "Move Latte".

## Lista utworów
1. はじまりのうた (Hajimari no Uta)
2. ナイスバディ (Nice Buddy)
3. はじまりのうた　オリジナルカラオケ (Hajimari no Uta Original Karaoke)
4. ナイスバディ　オリジナルカラオケ (Nice Buddy Original Karaoke)